# Eledzjik
Eledzjik (bulgariska: Еледжик) är en bergskedja i Bulgarien.   Den ligger i regionen Sofijska oblast, i den centrala delen av landet, 60 km sydost om huvudstaden Sofia.
I omgivningarna runt Eledzjik växer i huvudsak blandskog. Runt Eledzjik är det ganska glesbefolkat, med 36 invånare per kvadratkilometer.